# Лучайская сельскохозяйственная школа
Лучайская сельскохозяйственная школа — среднеспециальное учебное заведение в местечке Лучай было создано во времена Польской Республики и действовало до начала Великой Отечественной войны.

## История
В начале 1920-х гг. в Лучае была открыта сельскохозяйственная школа. Подобного рода школы в Виленском воеводстве были ещё только в трех местечках: Опса, Антоново, Букишки. Школа располагалась на территории бывшей панской усадьбы.
В школе работали 4 преподавателя. Директором школы был пан Жемральски, который преподавал скотоводство. Профессор Фелицкий, который окончил Пражский университет, преподавал садоводство и пчеловодство. Пан Мурашко — полеводство. Пан Длуток вел столярное дело.
Принимали в школу только мальчиков с семиклассным образованием. Поступали как выпускники Лучайской общеобразовательной школы, так и «иногородние».
Обучалось до 120 учеников (5 групп) по 1,5 года, из которых — полгода практики. В школе имелось 60 га земли, 10 коров, бык, лошади, свиньи, овечки и пасека. Весь скот был породистый. Имелась хорошая мастерская с инструментом, спортивный зал, спальня, а также теплица.
В первой половине дня читали лекции, во второй — проходила практика. Занимались каждой специальностью по неделе.
Ученики носили униформу и «конфедератки». К преподавателям обращались: «Пан профессор». Стоимость обучения составляла 25 злотых в месяц. Успешные ученики из малоимущественных классов получали стипендию. Питались все бесплатно.
В 1933 году школу посещал министр сельского хозяйства Польши.
В журнале «Przysposobienie Rolnicze» за 1934 год сохранилось объявление следующего содержания (в переводе с польского языка): 
«Государственная агрономическая школа в Лучае принимает на курс обучения, который начинается 15 января 1934 года. В школе особенное внимание уделяется изучению профессиональных предметов (земледелие, полеводство, скотоводство, молочное дело, пчеловодство, садоводство и прочее).
Ученики проходят практику в отделениях фермы, хорошо оснащенной всеми устройствами и хозяйственным инвентарем, а также в больших садах, мастерских и т. п. Желающие могут получить информацию бесплатно».
Преподавалось и военное дело. В 1938 году школьники вместе с полком кавалерии из Постав были направлены в Варшаву. В столице они получили военную форму и оружие, доехали до Карпат. На сборах пробыли два месяца и вернулись домой. В 1938 году прошел 11-й выпуск.
После присоединения Кресов Всходних к БССР в 1939 году, на базе школы готовили механизаторов с термином обучения 6 месяцев. Принимали и девушек. Преподавали 8 молодых человек, направленных из Восточной Беларуси. Женившись на местных ученицах, с началом немецкой оккупации разъехались по разным местам.